# سیارک ۶۵۰۶
سیارک ۶۵۰۶ (به انگلیسی: 6506 Klausheide، نامگذاری:1978EN10) شش هزار و پانصد و ششمین سیارک کشف شده‌است که در ۱۵ مارس ۱۹۷۸ کشف شد.
قدر مطلق سیارک برابر ۲۴.۵ است.